# Política do Equador
A política do Equador é determina pela Constituição que prevê um mandato de quatro anos para o presidente, o vice-presidente e para os membros da Assembleia Nacional. Havendo a possibilidade de reeleição para um mandato subsequente.
De acordo com o artigo 62 da Constituição, todos os cidadãos têm direito de voto universal, igual, direto, secreto e escrutinado publicamente, desde que estejam no gozo de seus direitos políticos (incluindo cidadãos privados de liberdade). O voto será obrigatório para cidadãos com idade igual ou superior a 18 anos e igual ou inferior a 65 anos. O voto será facultativo aos cidadãos com idade entre 16 e 18 anos, maiores de 65 anos, militares, portadores de deficiência e cidadãos que residam no exterior.
Os governos provinciais e municipais, e os legislativos provinciais e municipais são diretamente eleitos. O Congresso funciona o ano inteiro exceto nos recessos, em julho e em dezembro. Há 20 comitês de 7 membros cada funcionando no Congresso permanentemente.

## Poder Executivo

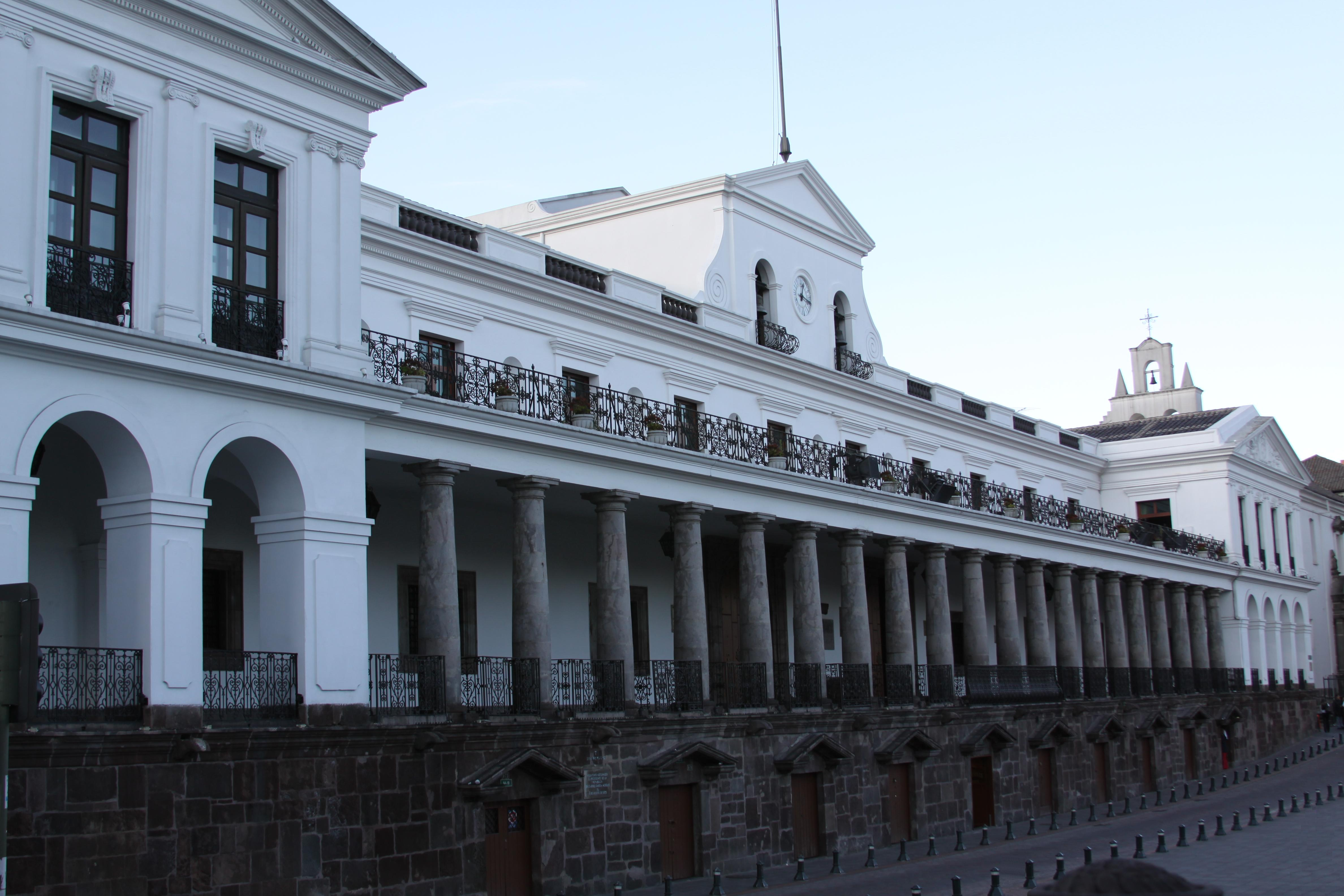
Palácio de Carondelet, sede do poder executivo.

O Equador é uma república presidencialista. O chefe de Estado e de governo é o presidente da República.
O Equador já teve 110 presidentes. O 110º Presidente do Equador é Daniel Noboa, no cargo desde 23 de Dezembro de 2023

## Poder Legislativo

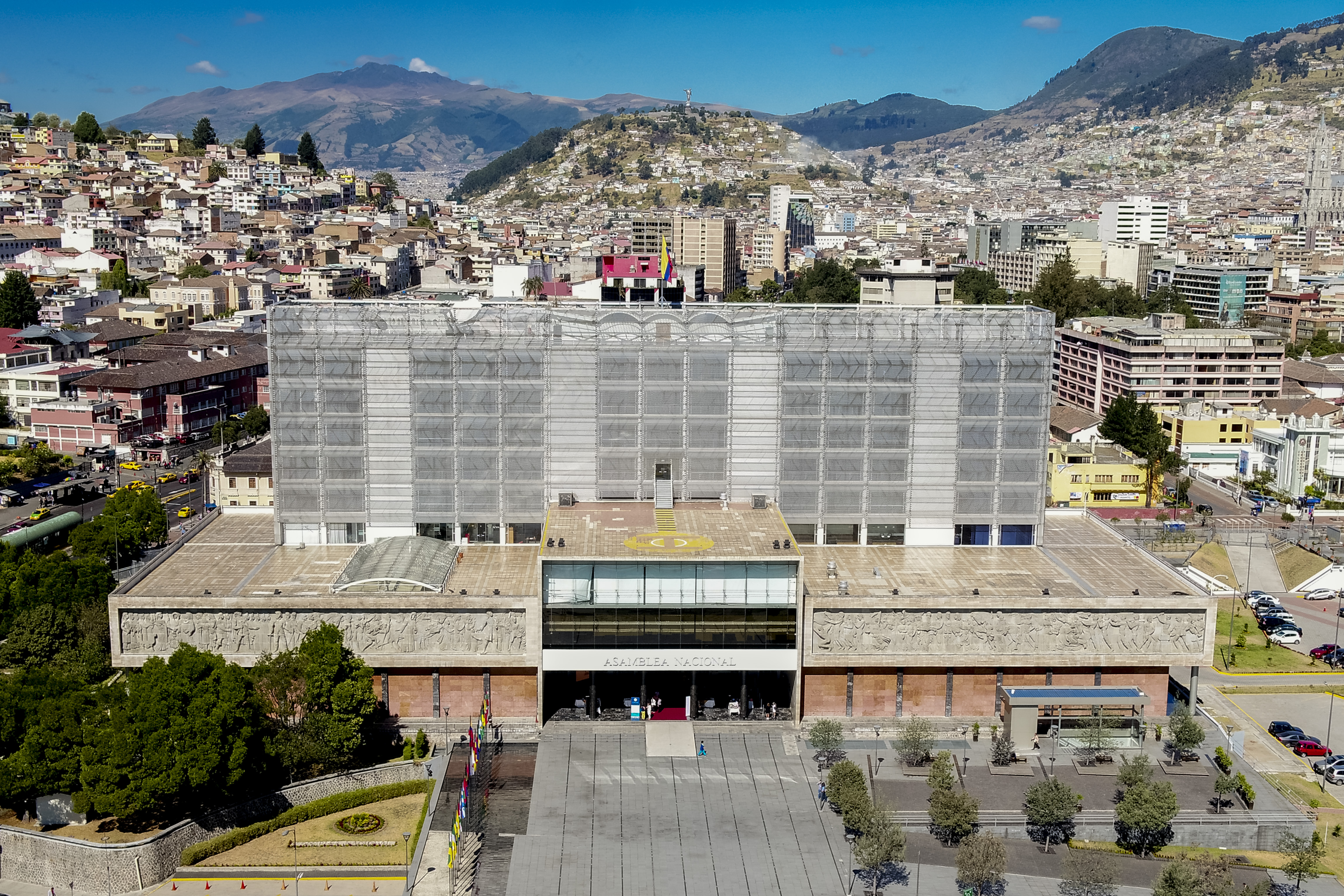
Assembleia Nacional, sede do poder legislativo.

A Assembleia Nacional é unicameral e terá sua sede em Quito. Excepcionalmente, pode reunir-se em qualquer parte do território nacional.
A Assembleia Nacional será composta por:
- Quinze membros da Assembleia eleitos em uma circunscrição nacional.
- Dois membros da Assembleia eleitos por cada província, e mais um por cada duzentos mil habitantes ou fração superior a cento e cinquenta mil, de acordo com o último censo nacional da população.
- A lei determinará a eleição dos membros das assembleias das regiões, distritos metropolitanos e o distrito eleitoral externo.

A atual legislatura é formada por 137 membros, eleitos diretamente por voto popular, nas províncias, para um período de 4 anos.
Além da Assembleia Nacional, o Equador possui órgãos legislativos nas províncias e nos municípios.

## Poder Judiciário

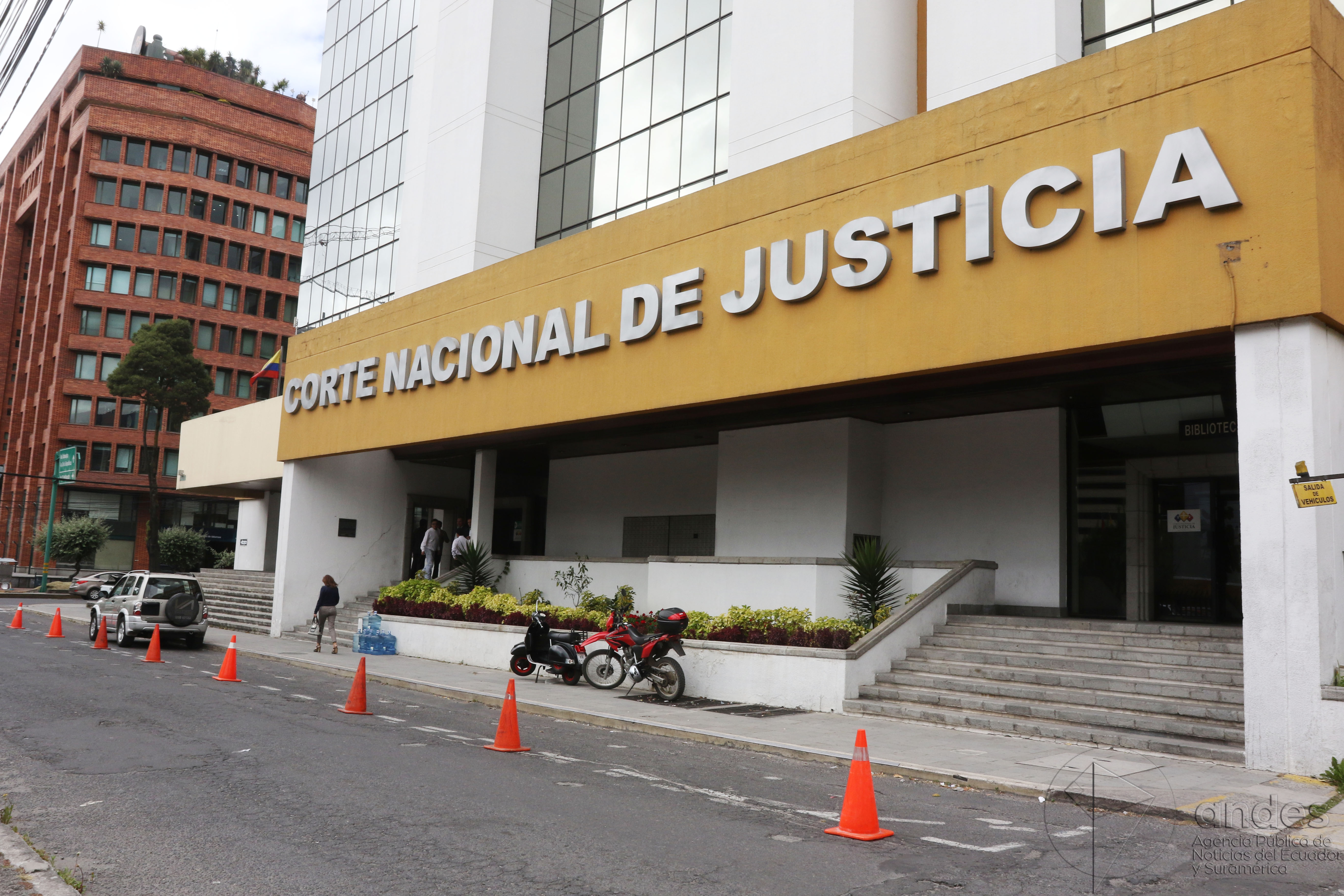
Fachada da Corte Nacional de Justiça, sede do poder judiciário.

A Suprema Corte do Equador é composta de 21 juízes. O país não aceita jurisdição compulsória da Corte Internacional de Justiça. Os novos membros da Suprema Corte são escolhidos pelos membros atuais da corte. Há também uma Corte Eleitoral e uma Corte Constitucional. Numa crise política em 2004, membros da Corte Eleitoral e da Corte Constitucional foram substituídos pelo Congresso. Em 2005, foi a vez do Congresso substituir 27 dos 31 juízes da Suprema Corte.